# Manuel Risco
Juan Manuel Martínez Ugarte (Haro, 1735 - Monastère de San Felipe el Real, Madrid, 30 avril 1801), connu sous le nom de Manuel Risco après avoir pris l'habit, est un prêtre augustin et historien espagnol.

## Biographie
Il a pris l'habit des augustins au Couvent de Nuestra Señora del Risco (es), dans de diocèse d'Ávila. Il a fait ses études à l'Université de Salamanque et le père Enrique Flórez l'a pris comme disciple pour l'accompagner dans ses voyages et travaux d'histoire. Après le décès de Flórez, il s'est chargé de la rédaction de son España sagrada inachevée. Par ailleurs il était directeur des études du Colegio de doña María de Aragón. Il a publié treize tomes de la España sagrada depuis le tome XXX jusqu'au XLII inclus, et est l'auteur d'autres œuvres (Historia de la ciudad y corte de León, y de sus reyes (1792), La Castilla y el más famoso castellano (1792)) qui est mentionné dans la brève notice de sa Vida pública y literaria insérée au début du tome XLIII. Manuel Risco a découvert en 1785 dans l'église San Isidoro de León le manuscrit I de l'Historia Roderici, histoire du Cid Campeador. En 1800, il a laissé ce travail, comme il l'avait demandé, faisant valoir son manque de santé, et a fini ses jours au Couvent de San Felipe el Real, le 30 avril 1801. L'a remplacé Juan Fernández de Rojas (es), du même couvent. À l'Académie royale d'histoire à laquelle il appartenait, on conserve un médaillon avec son portrait.

## Ses œuvres
- España sagrada. Volumes XXX à XLII (-1800)
- Historia de la ciudad y corte de León, y de sus reyes (1792)[2]
- Iglesia de León, y monasterios antiguos y modernos de la misma ciudad (1792)[3]
- La Castilla y el más famoso castellano (1792)[4]